# Tripura
Le Tripura (bengali : ত্রিপুরা) est un État du Nord-Est de l'Inde, dont la capitale est Agartala. Troisième plus petit État de l'Inde, il s'étend sur 10 491,96 km2 et est bordé par le Bangladesh au nord, au sud et à l'ouest, et par les États indiens de l'Assam et du Mizoram à l'est. En 2011, l'État comptait 3 673 917 habitants, soit 0,3 % de la population indienne. Les communautés indigènes, appelées localement les Ādivāsī, constituent environ 30 % de la population du Tripura. Parmi elles, le peuple Tripuri, converti au christianisme et parlant le borok, langue tibéto-birmane, est majoritaire parmi les 19 qui composent la ville. Chassés du Pakistan oriental (actuel Bangladesh) voisin lors de la partition des Indes, les Bengalis hindouistes forment la majorité ethno-linguistique du Tripura.
La région de l'actuel Tripura a été gouvernée pendant plusieurs siècles par la dynastie Tripuri. L'actuel Tripura correspond à l'État princier resté autonome du royaume Tripuri sous protectorat de l'Empire britannique et alors connu sous le nom de Hills Tippera tandis que la partie du royaume annexée et gouvernée directement par l'Inde britannique était connue comme le district de Tippera (l'actuel district de Comilla, au Bangladesh). Le royaume Tripuri autonome a rejoint l'Inde nouvellement indépendante en 1949. L'arrivée massive des réfugiés bengalis hindous, perçus comme des colons par la population autochtone tripuri, a conduit à des tensions et des actes de violence lors de l'intégration de l'État dans l'Inde. Mais la mise en place d'une agence administrative tribale autonome et d'autres plans ont ramené la paix.

## Toponymie
À première vue, le nom Tripura provient du sanskrit, signifiant « trois villes » (correspondant exactement au terme grec Tripolis). Le nom sanskrit est lié à Tripurasundarī, la divinité célébrée au temple Tripura Sundari à Udaipur, un des 50 Shakti Pithas (centres de pèlerinage du shaktisme),, et au roi tyrannique légendaire Tripur qui a régné sur la région. Tripur est le 39e descendant de Druhyu, qui appartient à la lignée de Yayati, un roi de la dynastie lunaire.
Le Shiva Purana, texte sur les « exploits de Shiva », raconte l'histoire du « sac de Tripura ».

## Histoire
Le Tripura est mentionné dans le Mahābhārata, les Purana et des inscriptions datant du règne de l'empereur Ashoka. Les rois du Tripura dirigèrent la région pendant 300 ans avant sa fusion avec l'Union indienne en 1949. Udaipur en était la capitale originelle, avant d'être déplacée à Agartala au XVIIIe siècle.
Le royaume fut intégré à l'Inde en 1949. Le Tripura fut fortement affecté par la partition des Indes et la majorité de la population actuelle comprend des Hindous d'origine bengalie, réfugiés du Pakistan oriental. Le Tripura devint un territoire de l'Union le 1er juillet 1963 et un État à part entière le 21 janvier 1972.
L'état est agité par une insurrection séparatiste de 1989 à 2024. Le conflit prend fin le 4 septembre 2024 avec la signature d'un traité de paix entre le gouvernement indien et les deux derniers groupes armés combattants, le Front de libération national du Tripura (en) et le All Tripura Tiger Force (en),.

## Géographie

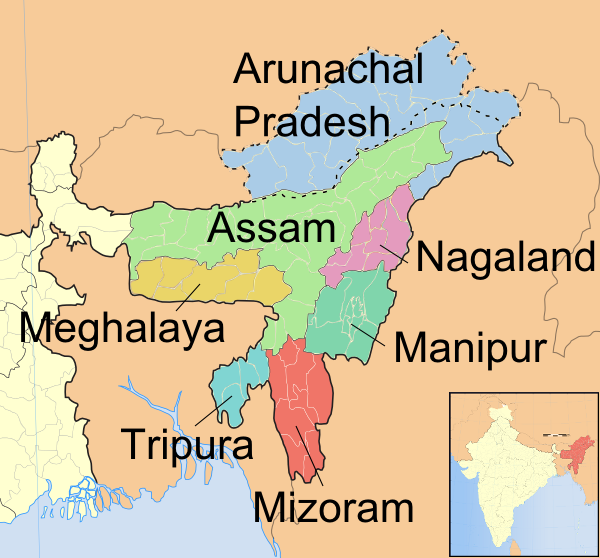
Une carte des "Sept États soeurs"

Le Tripura est un État enclavé du Nord-Est de l'Inde, où les sept États contigus – Arunachal Pradesh, Assam, Manipur, Meghalaya, Mizoram, Nagaland et Tripura – sont collectivement connus sous le nom des Sept États Sœurs.
Recouvrant 10 491,69 km2, le Tripura est le troisième plus petit État parmi les 29 qui composent l'Inde, devant Goa et le Sikkim. Il s'étend entre  22° 56' N et 24° 32' N, et entre 91° 09' E et 92° 20' E. Au maximum, il mesure 183,5 km du nord au sud et 112,7 km d'ouest en est. Il est entouré au nord, à l'ouest et au sud par le Bangladesh et n'est accessible du reste de l'Inde que par le district de Karimganj de l'Assam ou le district de Mamit du Mizoram à l'est.

### Topographie
La physiographie du Tripura est caractérisée par des chaînes de montagne, des vallées et des plaines. L'État est composé de cinq chaînes de montagne anticlinales du nord au sud, de Boromura à l'ouest aux monts Jampui à l'est, en passant par Atharamura, Longtharai et Shakhan.
Les synclinaux intermédiaires sont les vallées Agartala-Udaipur, Khowai-Teliamura, Kamalpur-Ambassa, Kailashahar-Manu et Dharmanagar-Kanchanpur.
À une altitude de 939 mètres, Betlingchhip, un sommet des monts Jampui, est le point culminant de l'État.
Les petites collines isolées dispersées à travers tout l'État sont connues sous le terme tillas, et les étroites vallées alluviales fertiles, surtout présentes dans l'ouest, sont appelées lungas.
Le Tripura est un État montagneux, dont l'altitude varie entre 15 et 940 m, possédant un climat tropical. Environ 60 % du territoire est recouvert par des forêts, dont 57 % sont des réserves forestières.

### Climat
Le Tripura est doté d'un climat tropical de savane, noté Aw par la classification de Köppen. La topographie vallonnée entraîne des variations locales, en particulier dans les chaînes de montagnes. Les quatre saisons principales sont l'hiver, de décembre à février ; la pré-mousson ou l'été, de mars à avril ; la mousson, de mai à septembre ; et la post-mousson, d'octobre à novembre. Pendant la saison de la mousson, la mousson du sud-ouest est responsable de fortes pluies provoquant des inondations fréquentes. La pluviométrie moyenne annuelle entre 1995 et 2006 variait entre 1 979,6 à 2 745,9 mm. Pendant l'hiver, les températures varient de 13 °C à 27 °C, tandis que durant l'été, elles oscillent entre 24 °C et 36 °C. Selon un rapport du Programme des Nations Unies pour le développement, l'État se trouve dans une zone exposée à un « très haut risque de dommages » dû au vent et aux cyclones.
| Mois                              | jan. | fév. | mars | avril | mai   | juin  | jui.  | août  | sep.  | oct.  | nov. | déc. | année |
| --------------------------------- | ---- | ---- | ---- | ----- | ----- | ----- | ----- | ----- | ----- | ----- | ---- | ---- | ----- |
| Température minimale moyenne (°C) | 10   | 13,2 | 18,7 | 22,2  | 23,5  | 24,6  | 24,8  | 24,7  | 24,3  | 22    | 16,6 | 11,3 | 19,66 |
| Température maximale moyenne (°C) | 25,6 | 28,3 | 32,5 | 33,7  | 32,8  | 31,8  | 31,4  | 31,7  | 31,7  | 31,1  | 29,2 | 26,4 | 30,52 |
| Précipitations (mm)               | 27,5 | 21,5 | 60,7 | 199,7 | 329,9 | 393,4 | 363,1 | 298,7 | 232,4 | 162,5 | 46   | 10,6 | 2 146 |

## Subdivisions
Du point de vue administratif, le Tripura est subdivisé en 8 districts, 23 subdivisions et 58 blocs de développement. En janvier 2012, une réforme concernant les divisions administratives du Tripura a eu lieu. Auparavant, il y avait quatre districts – Dhalai (siège à Ambassa), Tripura septentrional (siège à Kailashahar), Tripura méridional (siège à Udaipur) et Tripura occidental (siège à Agartala). Quatre nouveaux districts ont été découpés à partir des quatre existants en janvier 2012 – Khowai, Unakoti, Sipahijala et Gomati. Six nouvelles subdivisions et cinq nouveaux blocs ont également été créés. Chacun est régi par un gouverneur de district ou magistrat de district, généralement désigné par le Service Administratif Indien.
| District                          | Chef-lieu   | Population | Superficie (km2) |
| --------------------------------- | ----------- | ---------- | ---------------- |
| District de Dhalai                | Ambassa     | 307 417    | 2 312            |
| District de Sipahijala            | Bishramganj | 590 655    | 2 470            |
| District de Khowai                | Khowai      | 762 565    | 2 624            |
| District de Gomati                | Udaipur     | 1 530 531  | 3 544            |
| District d'Unakoti                | Kailashahar | 1 530 531  | 3 544            |
| District du Tripura septentrional | Dharmanagar | 590 655    | 2 470            |
| District du Tripura méridional    | Belonia     | 762 565    | 2 624            |
| District du Tripura occidental    | Agartala    | 1 530 531  | 3 544            |

Les principales villes de l'État sont Agartala, Badharghat, Jogendranagar, Dharmanagar, Pratapgarh, Udaipur, Kailashahar, Teliamura, Indranagar, Khowai et Belonia. Badharghat, Jogendranagar et Indranagar font partie de la municipalité d'Agartala.

## Politique
Des violences politiques surgissent parfois au Tripura, comme en septembre 2021, lorsque des militants du Parti du peuple indien (BJP)  ont mené plusieurs assauts coordonnés contre le Parti communiste d’Inde - marxiste (CPI-M) et des médias locaux.

## Culture

### Langues

Tripura : langue maternelle majoritaire par bloc lors du recensement de 2011

Bien que le bengali soit langue officielle, la langue autochtone du Tripura est le borok, une langue du sous-groupe dit « bodo » du groupe « jingpho-konyak-bodo » de la branche tibéto-birmane des langues sino-tibétaines.
L'anglais est surtout parlé par l'élite ou la classe aisée.

### Religions
Religions au Tripura (2011)
- Hindouisme (83,4 %)
- Islam (8,6 %)
- Christianisme (4,35 %)
- Bouddhisme (3,41 %)
- Sikhisme (0,02 %)
- Jainisme (0,02 %)
- Autres religions ou athéisme (0,2 %)

Selon le recensement de 2011, l'hindouisme est la religion majoritaire de l'État, rassemblant 83,4 % de la population.
Les musulmans représentent 8,6 % de la population, les chrétiens 4,35 %, et les bouddhistes 3,41 %. Le pourcentage de musulmans dans l'État a progressivement diminué à partir de 1971 en raison de la forte affluence de la population hindoue et des migrations de la population musulmane vers le Bangladesh.
Les Mog et les Chakma sont les pratiquants du bouddhisme au Tripura.
Le christianisme est pratiqué par 159 882 personnes selon le recensement de 2011, principalement des membres des tribus Lusai, Kuki, Garo, Tripuri et Halam.

## Tourisme

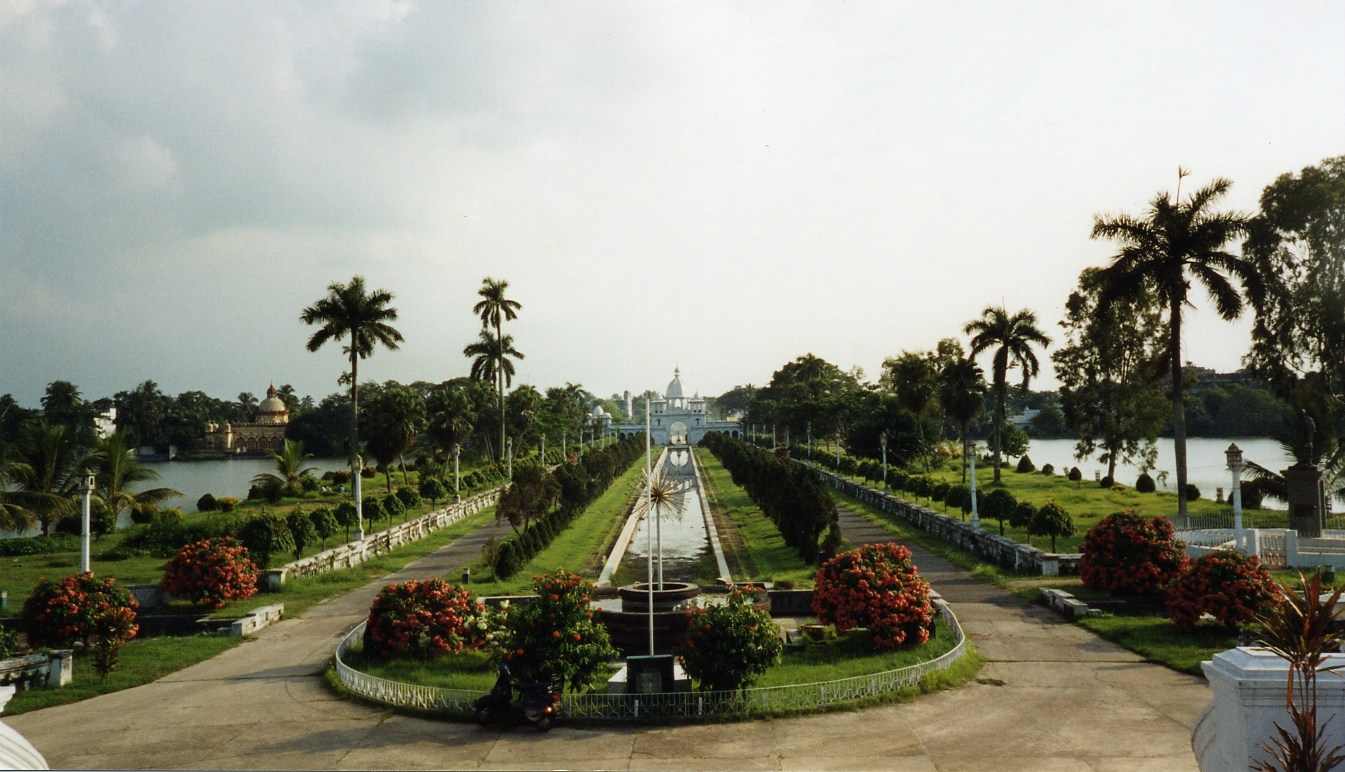
Palais d'Ujjayanta.

Dans sa petite zone géographique, le Tripura offre de nombreuses attractions pour les touristes comme les palais d'Ujjayanta et de Kunjaban à Agartala et le palais de Neermahal à Melaghar, les sculptures rupestres (Unakoti près de Kailashahar, Devtamura près d'Amarpur et Pilak dans la subdivision de Belonia), de temples hindous et bouddhistes dont le temple Tripura Sundari (l'un des 51 Shakti Pithas selon la mythologie hindoue) à Udaipur, de lacs artificiels comme le lac Dumboor près d'Amarpur dans la subdivision de Gandacherra, le lac Rudrasagar à Melaghar, le lac Amar Sagar, le Jagannath Dighi, le lac Kalyan Sagar, etc. à Udaipur.
- Le palais d'Ujjayanta était la résidence de la famille princière à Agartala. Construit en 1901 à la demande du Maharaja Radhakiskore Manikya.
- Jampui Hills : situé à 250 km d'Agartala.et à une altitude de 914 m. Ce site offre une vue sur le Bangladesh et sur le district de Mizoram.
- Sepahijala Wildlife Sanctuary : réserve d'oiseaux et de primates (18 km2) se trouvant à 24 km d'Agartala, comprenant un zoo, un lac, un train miniature et une maison d'orchidées.
- Bhubaneswari Temple, sur les bords de la rivière Gomati. Le poète Rabindranath Tagore, prix Nobel de littérature, en fit le lieu d'une nouvelle.
- Dumboor : 48 petites îles sur un lac artificiel (XVIe siècle) de 41 km2 situé à 110 km d'Agartala. Le lac est la confluence des rivières Saim et Sarma. Il est, aussi, l'unique voie d'eau de cet État.
- Kamalasagar Kali Temple : situé au bord d'un lac, proche de la frontière du Bangladesh, il fut construit au XVe siècle par la Maharaja Dhanya Manikya.
- Tripura Government Museum. Agartala. Inauguré en 1970. La majorité des pièces proviennent d'une donation du Maharaja Kirit Bikram Kishore Manikya Bahadur, fils du dernier souverain de Tripura Bir Bikram Kishore Debbarman (en). On peut y voir le trône du couronnement du Maharaja Bir Chandra Manikya (1862-1896) et les portraits officiels des 16 derniers maharajas, ainsi que des peintures représentant diverses cérémonies (processions d'éléphants) des couronnements des princes de la dynastie Manikya.
- Palais de Neermahal ou Neermahal Palace est l'ancienne résidence d'été de la famille princière, à 53 km d'Agartala.
- Unokoti. Montagnes sculptées du VIIe au IXe siècle av. J.-C., situées à 186 km d'Agartala, dans les collines de Raghumandan. Lieu de pèlerinage attirant des foules pour prendre un bain sacré dans l'Astani Kunda (bains bouillonants).

L'État est peu fréquenté par les touristes occidentaux mais par des Japonais, Chinois ou des habitants des autres États de l'Inde.